# Yerbas Buenas
 (décembre 2024).
Si vous disposez d'ouvrages ou d'articles de référence ou si vous connaissez des sites web de qualité traitant du thème abordé ici, merci de compléter l'article en donnant les références utiles à sa vérifiabilité et en les liant à la section « Notes et références ».
En pratique : Quelles sources sont attendues ? Comment ajouter mes sources ?
Yerbas Buenas est une commune du Chili faisant partie de la province de Linares, elle-même rattachée à la région du Maule.

Position de Yerbas Buenas (en rouge) au sein de la région du Maule.

## Administration
La maire de Yerbas Buenas pour la mandature 2025-2028 est José Miguel Parra Parada.